# Para todos La 2
Para todos La 2 es un programa de televisión español, de contenido cultural, emitido por La 2 de TVE y grabado en los estudios de TVE de Cataluña, en Sant Cugat del Vallés.

## Historia
El programa inició sus emisiones el 8 de marzo de 2010 en directo cada día al mediodía por La 2 con una duración aproximada de dos horas. Nació con la idea de ser el magacín diario de La 2, siendo una alternativa al tipo de magacines que ofrecían el resto de cadenas televisivas. Bajo la dirección y creación del periodista de TVE Quim Cuixart. Cada día contaba con secciones fijas y debates de temas tan diversos como la historia, la nutrición, el consumo, la educación, el medio ambiente o la economía. El programa también ofrecía entrevistas sobre todo a ONGes o fundaciones con objetivo social. En sus comienzos fue presentado por Juanjo Pardo y Montse Tejera. Posteriormente Montse Tejera fue sustituida por Marta Cáceres, quien lo presentó durante 10 años. Actualmente la presentación va a cargo de la periodista Montse Elias también en solitario. 
Al cabo de un tiempo de haber iniciado su andadura televisiva, Para Todos La 2 empezó a emitir reposiciones parciales por la tarde a las 19 horas, también por La 2 de TVE. Ente las emisiones de dos horas diarias y las actuales de media hora semanal, el programa ya ha producido más de 1.100 espacios. También se publicó un libro con algunos de los mejores debates emitidos en Para Todos La 2. Lo publicó la editorial Planeta Con este formato dejó de emitirse el 30 de junio de 2015.
En septiembre de 2016 pasa ser un magacín semanal centrado en temas sociales y de participación ciudadana y con Marta Cáceres como única presentadora. Este 2021 ha empezado a presentarlo Montse Elias.En todas las etapas del programa la dirección ha corrido a cargo de Quim Cuixart

## Presentadores
Montse Elias. Antes Marta Cáceres. Montse Tejera en las primeras emisiones y Juanjo Pardo .

## Secciones temáticas (colaboradores habituales)
- Ciencia: Clemente Álvarez, Concepción Sanz, Daniel Closa
  - Mascotas: Carolina Pinedo
  - Nutrición: Eulàlia Vidal
- Economía, consumo, emprendimiento, innovación e internet: Alejandro Martínez Berriochoa, Antonella Broglia, Raimon Samsó, Salva Marsal
- Filosofía: Jorge de los Santos, Maite Larrauri, Mónica Esgueva, Francesc Torralba
- Historia:  Francesc de Dalmases
- Humor: Ángel Rielo
- Lengua: José Enrique Gargallo
- Psicología: Patricia Ramírez, Rafael Santandreu, Teresa Baró, Silvia Congost,
- Sexualidad: Valérie Tasso
- Televisión: Raúl Díaz
- Innovación social: Antonella Broglia